# Стратоніка Сирійська
Стратоніка Сирійська (грец. Στρατονίκη της Συρίας) — дочка македонського царя Деметрія І Поліоркета та його дружини Філи, дочки Антипатра.

## Життєпис
У 300 до н. е., ще до того, як Стратоніці виповнилося 17 років, вона була заручена з правителем держави Селевкідів Селевком І Нікатором. У супроводі батька Стратоніка прибула до приморського міста Росос, де відбулося її величне весілля. Попри різницю у віці, Стратоніка з Селевком жили у злагоді. У них народилася дочка Філа, у майбутньому дружина Антигона І Гоната.

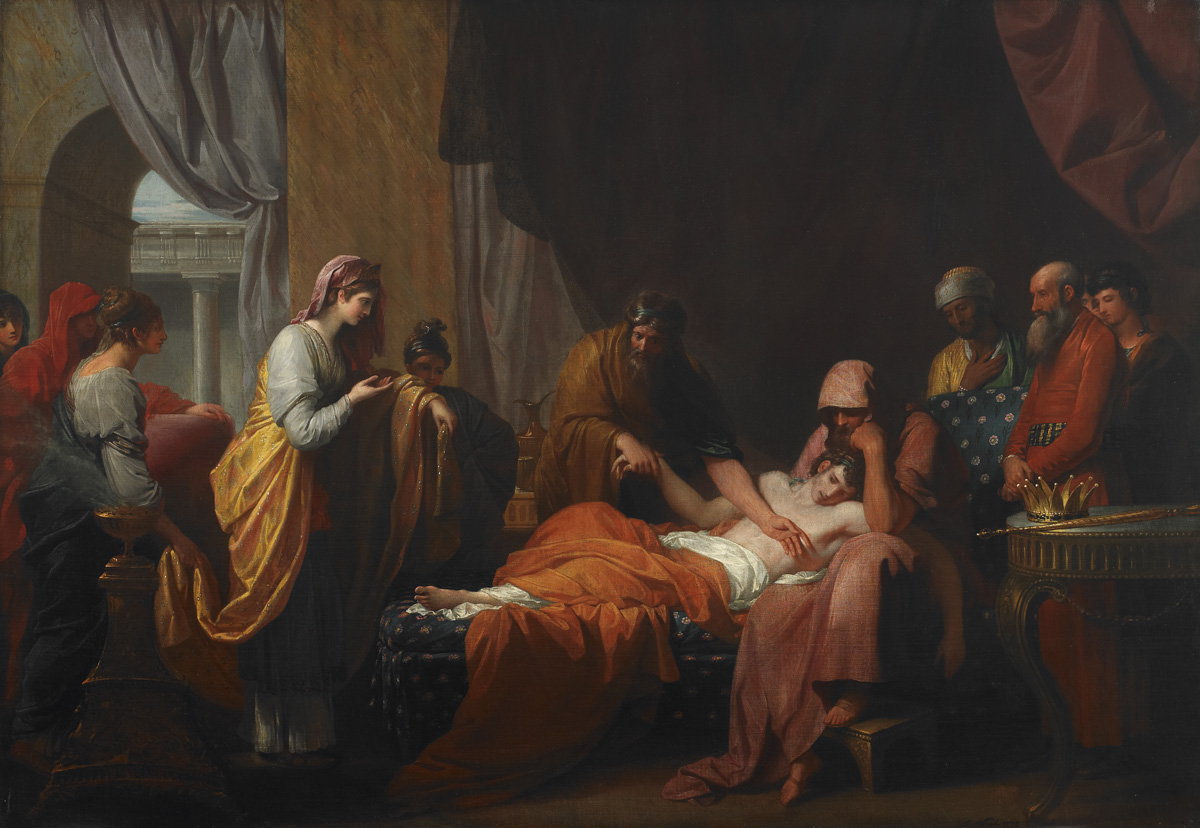
«Ерасистрат досліджує любовну хворобу Антіоха». Бенджамін Вест (1772). Художній музей (Бірмінгем)

Коли з'ясувалося, що син Селевка Антіох захворів через нещасне кохання до Стратоніки, Селевк I Нікатор у 294 до н. е. розлучився з нею та видав її заміж за свого сина. Антіох та Стратоніка правили «Верхньою Азією» (територією на схід від Євфрату). У них народилося п'ятеро дітей: Селевк (співправитель батька, страчений за наказом батька), Антіох II (майбутній спадкоємець престолу), Лаодіка, Апама (у майбутньому дружина Магаса Киренського) та Стратоніка (у майбутньому дружина Деметрія ІІ Етолійського).
У Карії на її честь Антіох I заснував місто Стратонікею. Хоча, на думку деяких дослідників, можливо, місто було засновано пізніше, Антіохом ІІ Теосом або Антіохом ІІІ Великим.